# Maják Mohni
Maják Mohni (estonsky: Mohni tuletorn) je estonský maják na pobřeží ostrova Mohni v obci Kuusalu ve Finském zálivu v Baltském moři.
Maják se nachází v Národním parku Lahemaa a je ve správě Námořního úřadu Estonska. Registrační číslo Estonského úřadu námořní dopravy (Veeteede Amet, EVA) je 100.
Maják je kulturní památkou Estonska od 25. listopadu 1997 zapsaný v seznamu památek pod číslem 9487.

## Historie
První maják na ostrově Mohni byl dřevěný, postavený v roce 1806. V roce 1852 byl na jeho místě postaven cihlový 20 m vysoký maják. Po několika letech se ukázalo, že cihly nejsou kvalitní a působením drsného podnebí i častých silných větrů v této části Finského zálivu podléhají zkáze. Maják byl opravován v roce 1871, zvýšen o sedm metrů a obložen novou vrstvou cihel. Lucerna byla vyrobena v lotyšské továrně v Liepāja, optické zařízení bylo dodáno firmou Chance Brothers & Co v Anglii. Původních 16 lamp bylo nahrazeno Fresnelovou čočkou druhého stupně. Po druhé světové válce bylo poškozené zdivo omítnuto betonovou maltou. Po zapsání majáku do seznamu kulturních památek Estonska v roce 1998 byla betonová omítka odstraněna.
Maják byl v roce 1996 napojen na elektrickou energii ze solárních panelů a větrného generátoru. Výměny světelného zdroje probíhaly v roce 2007 (LED), 2011 a 2016.

## Popis
Válcová věž o průměru 7,5 m, ukončená stupňovitou římsou, galerií a lucernou. Maják je z červených neomítaných cihel. Ve čtyřpatrové věži jsou v každém patře okna segmentově zaklenutá se šambránami. Vstupní portál má segmentové zakončení. Galerie má litinové zábradlí. Lucerna je 2,1 m vysoká o průměru 3,5 m, spodní základnu tvoří litinový válec na němž je prosklená část zakončená červenou kopulí s větrnou korouhví.
Součástí majáku jsou obytný dům, sauna, stavby technického a hospodářského zázemí postavené v období 1841–1917. Tento komplex je také v seznamu kulturních památek Estonska.
Obytná (rezidenční, kolem roku 1871) budova je nízká přízemní neomítaná stavba s korunovou římsou a valbovou střechou, postavená na ploše 282 m². Budova pro služebnictvo (kolem roku 1871) je zelená dřevěná přízemní stavba na kamenné podezdívce. V průčelí vstupní přístavek, okenní strana dvouosá. Budova technického zázemí je nízká přízemní stavba z červeného režného cihlového zdiva s valbovou střechou. V technické budově je instalován generátor. Hospodářská budova – sklep postavený kolem roku 1871 je pokryt drny, vstup ve zděném průčelí. Hospodářská budova – sklad paliva, postavený kolem roku 1880, je přízemní kamenná stavba s korunní římsou, zastřešená sedlovou střechou. Vstup a okna zdobená červenými cihlami (šambrány). Sauna z roku 1881 je nízká přízemní budova na půdorysu L. Studna (18.–19. století) má betonové skruže, je krytá dřevěnou stavbou (boudou) se sedlovou střechou, uvnitř je rumpál.

## Data
zdroj
- výška světla 33 m n. m.
- dosvit 10 námořních mil
- záblesk bílého světla v intervalu 20 sekund
- sektor: bílá 0°–360°

označení
- Admiralty: C3868
- ARLHS: EST-007
- NGA: 12912
- EVA 100